# Аквапаломбо (Терни)
Аквапаломбо (итал. Acquapalombo) је насеље у Италији у округу Терни, региону Умбрија.
Према процени из 2011. у насељу је живело 28 становника. Насеље се налази на надморској висини од 533 м.